# المقطوعة الحالمة رقم 27 (شوبان)

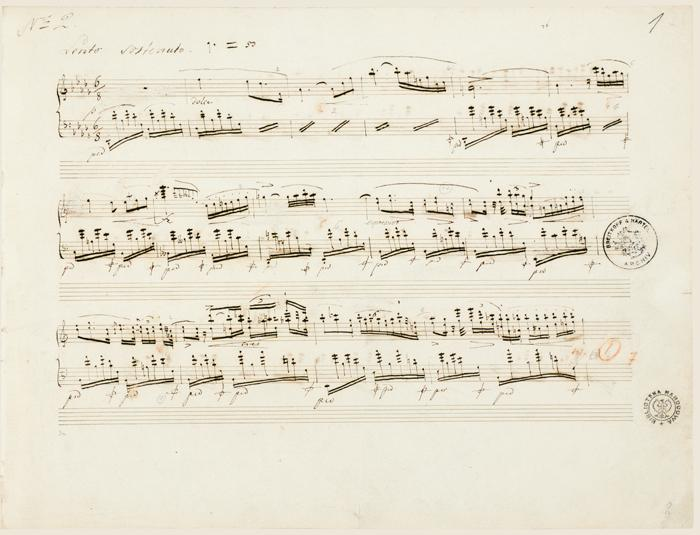
مدونة النغمات للمقطوعة الحالمة Op. 27, No. 2

المقطوعة الحالمة Op. 27، مقطوعتان فرديتان على البيانو من تلحين فريدريك شوبان. وتم تأليفهما سنة 1836  ونشرهما سنة 1837. كلا المقطوعتين الحالمتين مهدات للكونتيس جيرالدين ألبانيا.
يشعر عازف البيانو ديفيد دوبال ان المقطوعتين «يمكن وصفهما بشكل ادق كأغنية راقصة بشكل مصغر». وفي تصريح من بلير جونسون ان المقطوعتين «من أشد واقوى مقطوعات شوبان الحالمة التي ألفها». وان المقطوعتين «يختلفون تقريباً» عن المقطوعات الحالمة التي تخص جون فيلد.

## المقطوعة الحالمة C-sharp minor, Op. 27, No. 1
تتناوب الإفتتاحية ما بين السلم الصغير والكبير مع استخدام أربيجيوس، التي توجد عادة في المقطوعات الحالمة باستعمال اليد اليسرى. حيث صرح عازف البيانو جيمس فريسكين ان المقطوعة «مرضية ولديها نغمة مزعجة عمداً، وتتطلب مدى واسع لليد اليسرى في البداية». وعقب في الاخير على انها المقطوعة «جميلة ومأساوية». وعلق الناقد جيمس هونيكر على انها «تحفة فنية» مشيراً إلى النغمة «المتواصلة والكئيبة» لليد اليسرى. وقال الموسيقار الأمريكي دفيفد دوبال على ان المقطوعة «لديها قوة لا تهدأ».

## المقطوعة الحالمة D-flat major, Op. 27, No. 2
يشير بلير جونستون للقفلة في آخر المقطوعة على انها «واحدة من أكثر اللحظات المجيدة في أعمل شوبان الكاملة». واضاف «واحدة من أفضل أعمال شوبان الخلابة في الفيوريتورا والزخرفية». ويقول هونيكر أن القطعة «تحتوي على مجرد موضوع واحد، وهي أغنية لديها شعور صيفي عذب، لأن هناك معنى واضح في ازدواجية الأصوات». وأضاف على أنها «متناسقة بشكل مثير جداً للإهتمام».
ظهرت المقطوعة الحالمة في عدة أعمال ترفيهية وفي ثقافة شعبية مثل فيلم جيمس بوند الذي انتج سنة 1977 الجاسوس الذي أحبني، والفيلم الروسي حلاق سيبيريا، والويب كومكس حبوب إفطار صباح السبت.